# Paul Hall
Paul Hall (Manchester, 1972. július 3. –) angol születésű jamaicai válogatott labdarúgó, edző.
A jamaicai válogatott tagjaként részt vett az 1998-as és a 2000-es CONCACAF-aranykupán, illetve az 1998-as világbajnokságon.